# Hugo von Graevenitz

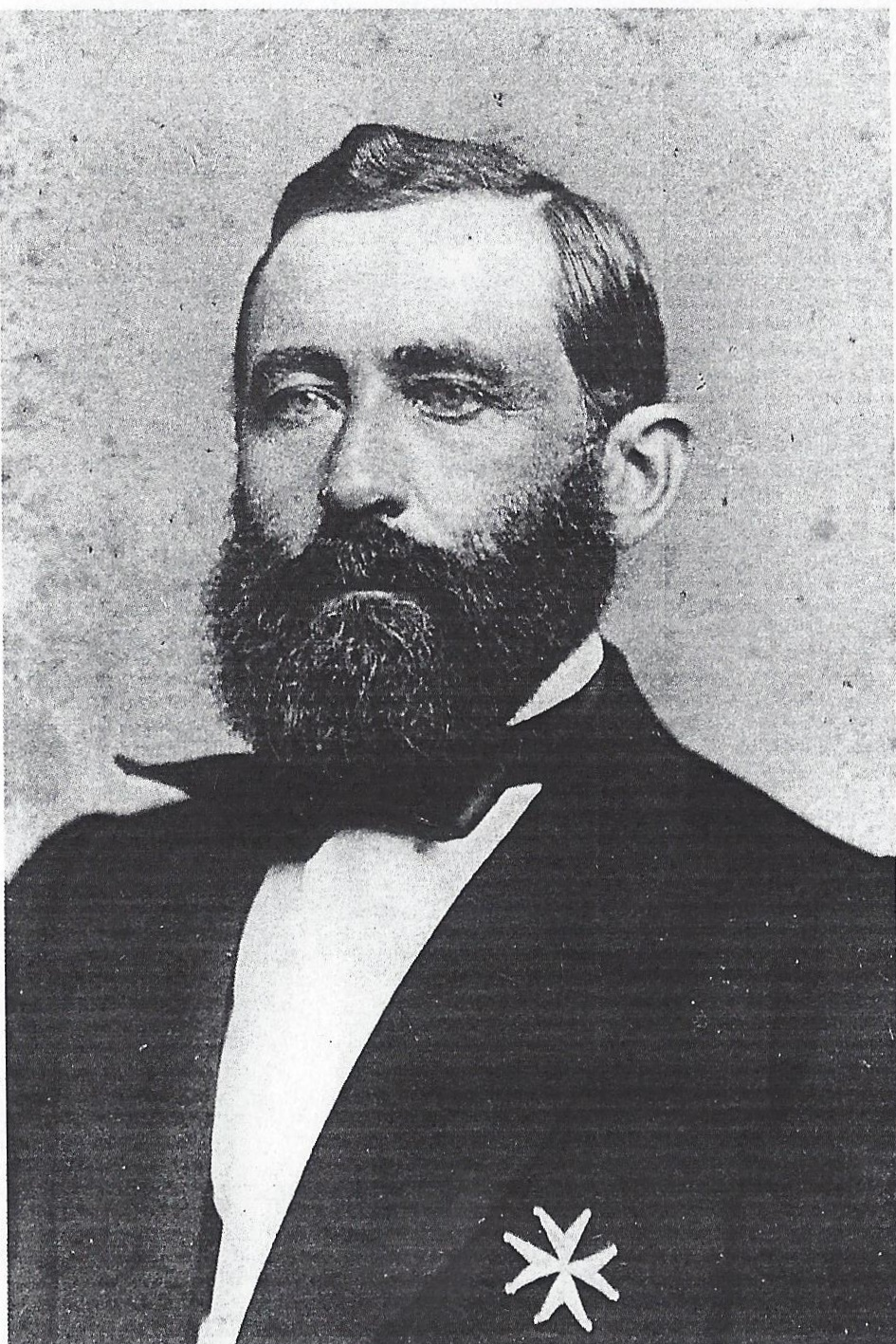
Hugo von Graevenitz

Hugo Friedrich Leo von Graevenitz (* 24. August 1822 in Frehne; † 5. September 1911 in Silmersdorf) war ein deutscher Verwaltungsjurist, Rittergutsbesitzer und Politiker in Preußen.

## Leben
Hugo war ein Sohn des Direktors der Prignitzer Ritterschaft Wilhelm von Graevenitz (1789–1860) und  dessen Ehefrau Wilhelmine geb. Neuhauß (1792–1887). Graevenitz war lange Besitzer des 739 ha großen Ritterguts Frehne in der Prignitz. Ende des 19. Jahrhunderts betrieb er die Besitzung nicht mehr selbst und verpachtete Frehne an Otto von Rohr-Wahlen-Jürgass.
Er besuchte zuvor von 1835 bis 1841 die Klosterschule Roßleben und studierte Rechtswissenschaft an der Friedrich-Wilhelms-Universität Berlin sowie der Ruprecht-Karls-Universität Heidelberg. 1842 wurde er im Corps Guestphalia Heidelberg aktiv. Anschließend war er beim Landgericht Magdeburg und bei der Regierung in Liegnitz tätig. Ab 1848 war er Landrat im Kreis Hirschberg.
1852–1854, 1855–1858, 1859–1862 und 1866–1873 saß Herr von Graevenitz im Preußischen Abgeordnetenhaus. Von 1867 bis 1871 war er Abgeordneter des Wahlkreises Breslau 4 (Namslau, Brieg) im Reichstag des Norddeutschen Bundes. Hierdurch war er auch Mitglied des Zollparlaments. Er gehörte der Konservativen Partei an.
Sein letzter Wohnsitz war Georgsberg bei Ratzeburg. Seit 1856 ist seine Mitgliedschaft im Johanniterorden nachweisbar, 1864 wurde er Rechtsritter und gehörte zum Schluss zur Schlesischen Provinzial-Genossenschaft.

## Familie

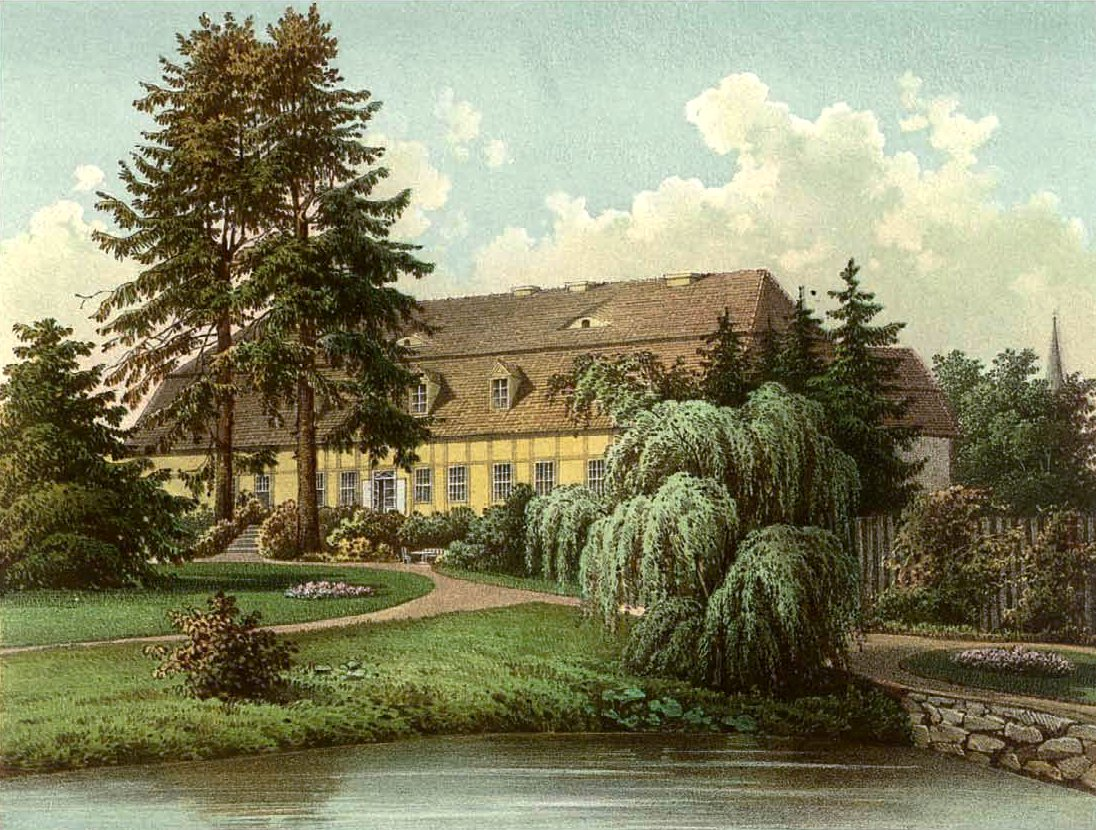
Gut Frehne um 1864/65, Sammlung Alexander Duncker

Graevenitz verheiratete sich am 15. Mai 1858 mit Marie Freiin von Oelsen (1838–1911). Aus der Ehe gingen sieben Kinder hervor. Frehne übergab er frühzeitig seinem dritten Sohn Elias Leopold von Graevenitz (1865–1923).
Hermann von Graevenitz und Georg von Graevenitz waren seine Brüder.